# Präsidentschaftswahl in Finnland 1940

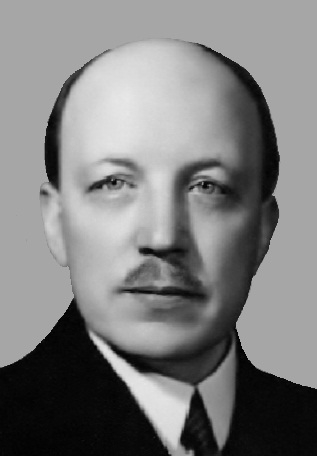
Risto Ryti

Die Präsidentschaftswahl in Finnland 1940 war die fünfte Wahl um das Präsidentenamt in Finnland.
Der bisherige Staatspräsident Kyösti Kallio vom Landbund hatte im Sommer 1940 seinen Rücktritt angekündigt. Daraufhin tagte am 27. November 1940 der Wahlmännerausschuss. Dieser bestand aus den Mitgliedern des Wahlmännerausschusses von 1937 und wurde diesmal nicht durch das Volk gewählt.
Ausschlaggebend dafür, dass keine Wahl durch das Volk stattfand, war die sowjetische Einmischung in die inneren Angelegenheiten Finnlands. Der sowjetische Kommissar für äußere Angelegenheiten Wjatscheslaw Molotow erklärte im Vorfeld, dass bei einer Wahl eines möglichen unliebsamen Kandidaten wie beispielsweise Carl Gustaf Emil Mannerheim, Toivo Kivimäki oder Pehr Evind Svinhufvud der nach dem Winterkrieg geschlossene Friedensvertrag seine Gültigkeit verlieren würde. Daraufhin verzichtete man auf eine Vorwahl durch das Volk.
Seit dem 1. Dezember 1939, dem Beginn des Winterkrieges, führte Risto Ryti von der kleinen liberalen Nationalen Fortschrittspartei als Ministerpräsident sogenannten Notregierungen (Kabinett Ryti I und Kabinett Ryti II). Mit dem Rücktritt Kallios bescheinigten ihm zahlreiche Spitzenpolitiker Finnlands die Fähigkeit, das Präsidentenamt ausüben zu können. Auch Kyösti Kallio unterstützte Ryti.
So konnte Risto Ryti mit einer parteiübergreifenden Unterstützung rechnen. Lediglich eine Sozialistische Fraktion unterstützte mit Johan Helo offen einen anderen Kandidaten.
Ryti wurde mit 288 von 300 maximal möglichen Stimmen gewählt. Helo erhielt vier Stimmen. Toivo Kivimäki und Pehr Evind Svinhufvud erhielten eine Stimme, sechs Stimmen waren ungültig. Risto Ryti wurde am 19. Dezember 1940 zum neuen Staatspräsidenten vereidigt. Nur wenige Stunden später starb sein Vorgänger Kyösti Kallio im Bahnhof von Helsinki. Neuer finnischer Ministerpräsident wurde Jukka Rangell, ebenfalls ein Mitglied der Nationalen Fortschrittspartei.

## Wahlergebnis
| Präsidentschaftswahl 1940    | Präsidentschaftswahl 1940 | Präsidentschaftswahl 1940 |
| Partei                       | Kandidat                  | 1. Wahlgang               |
| Partei                       | Kandidat                  | Stimmen                   |
| ---------------------------- | ------------------------- | ------------------------- |
| Nationale Fortschrittspartei | Risto Ryti                | 288                       |
| Sozialisten                  | Johan Helo                | 4                         |
| Nationale Sammlungspartei    | Pehr Evind Svinhufvud     | 1                         |
| Nationale Fortschrittspartei | Toivo Kivimäki            | 1                         |
| ungültig                     |                           | 6                         |
|                              |                           |                           |
| Gesamt                       |                           | 300                       |